# Вюрцбурзький трамвай
Вю́рцбурзький трамва́й (нім. Straßenbahn Würzburg) — трамвайна система баварського міста Вюрцбург.

## На кінній тязі
Плани побудувати в Вюрцбурзі трамвай обговорювалися з 1875 року, після того, як укріплення міста були знесені і все більша кількість жителів стало селитися за межами історичних меж міста. Побудований як трамвай на кінній тязі: першу ділянку Зандерау — Вюрцбурзький собор — Зандгассе відкрито 8 квітня 1892 (2,2 км). Початкові сумніви в економічній ефективності кінної тяги швидко розвіялися, і мережа продовжувала розвиватися. Спочатку деякі ділянки через вузькість вулиць були одноколійними, проте після реконструкції та розширення вулиць сформувалася сьогоденна центральна магістраль міста: вокзал — Кайзерштрассе — Юліуспроменаде — ринкова площа — собор — ратуша, по яких проходить спільна для декількох трамвайних ліній траса.

## Перша половина XX століття
У 1900 році вюрцбурзький трамвай електрифіковано. До 1909 року довжина маршрутів складала вже 14,1 км,  у Целлерау (за Майном) і в Громбюль. У роки Першої світової війни через брак вугілля на електростанції рух трамваїв неодноразово зупинявся. У 1919 році частина шляхів була розібрана і здана на металобрухт, а 20 квітня 1920 а на хвилі післявоєнного економічної кризи рух знову припинився. Місто взяло інфраструктуру закритого трамвая на свій баланс; було створено нове акціонерне товариство, і в 1924 р. трамвай був пущений знову, однак не на всіх довоєнних маршрутах; надалі мережа розвивалася за участю приватних пожертвувань. У 1929 р. лінія трамвая досягла Гайдінгсфельда (раніше самостійного міста). У такому вигляді мережа зберігалася до кінця Другої світової війни.

## Сучасний розвиток

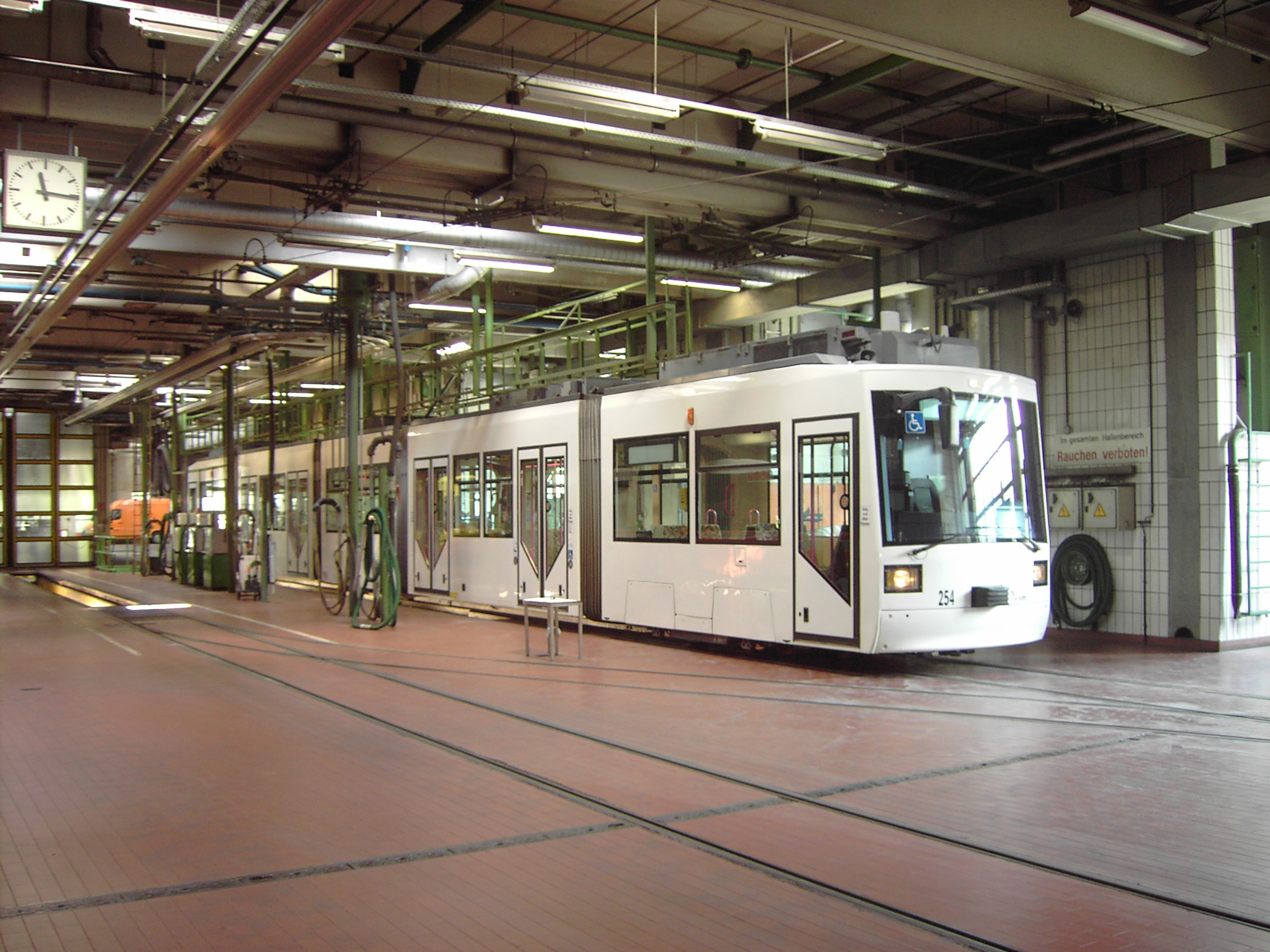
Вюрцбурзьке трамвайне депо

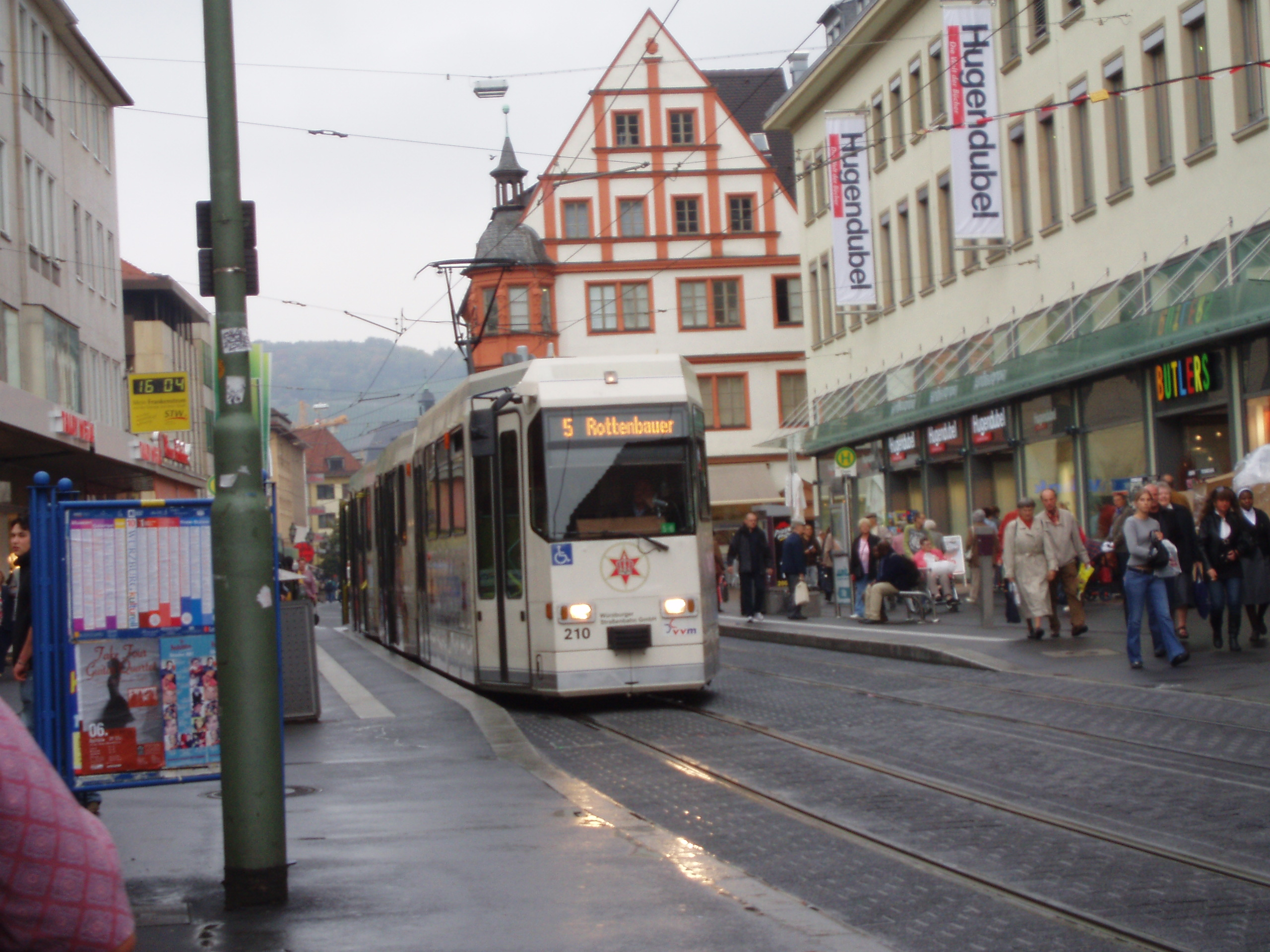
Трамвай у Вюрцбурзі

У 1960-і роки система реорганізована. Трамвайна система експлуатується компанією Würzburger Straßenbahn GmbH, дочірнім підприємством міської комунальної і транспортної компанії.
У 1989 році відкрита лінія до Гойхельгофа, продовжена в 1997 р. до Роттенбауера (південь міста). У 1990-і роки закуплено сучасні низькопідлогові вагони, проведена модернізація колій та інфраструктури. Відповідно до нових стандартів розвитку міського рейкового транспорту в низці випадків побудовані виділені колії для трамваїв (там, де ширина вулиць цього не дозволяє — в Старому місті і в частині району Зандерау — трамваї і автотранспорт, як і раніше, не розділені).
Розглядаються плани будівництва нових ліній, зокрема, до нових корпусів Вюрцбурзького університету на Хубланді (зараз цей напрямок обслуговується автобусом 10), до магазину ІКЕА на Бундесштрассі і продовження лінії в Громбюль.
Висувався проєкт будівництва регіональної міської залізниці Майнської Франконії («Майнфранкенбан») за зразком Карлсруе, яка зв'яже Вюрцбург з Кітцингеном, Швайнфуртом, Оксенфуртом і Лауденею[уточнити]. Цей проєкт був відкинутий міською фракцією ХСС з фінансових міркувань, проте дискусія довкола перспектив такого розвитку триває.

## Параметри
Оплата єдина з системою міського автобусу (Omnibusverkehr). П'ять маршрутів, довжина мережі 19,7 км, напруга 750 вольт. Інтервал 12 хв, після 9 год вечора 15 хв, по суботах 20 хв. По неділях і святкових днях лінії 1, 2 і 3 не обслуговуються, ходять тільки маршрути 4 і 5 з інтервалом 20 хвилин (у неділю ввечері — півгодини). Вюрцбурзький трамвай перевозить майже 20 мільйонів пасажирів на рік.

## Лінії
| Лінія | Маршрут | Час проїзду | Довжина у двоколійному обчисленні |
| ----- | --- | ----------- | --------------------------------- |
| 1     | Громбюль — Університетські клініки — Головний вокзал — Юліуспроменаде — Центр — Зандерринг — Зандерау                                                | 20 хвилин   | 10,4 км                           |
| 2     | Головний вокзал — Юліуспроменаде — Вертштрассе — Целлерау                                                                                            | 14 хвилин   | 8,0 км                            |
| 3     | Головний вокзал — Юліуспроменаде — Центр — Зандерринг — Штайнбахталь — Ройтерштрассе — Хойхельхоф                                                    | 27 хвилин   | 19,3 км                           |
| 4     | Зандерау — Зандерринг — Центр — Юліуспроменаде (із заходом на головний вокзал і назад) — Вертштрассе — Целлерау                                      | 23 хвилин   | 12,6 км                           |
| 5     | Громбюль — Університетська клініка — Головний вокзал — Юліуспроменаде — Центр — Зандерринг — Штайнбахталь — Ройтерштрассе — Хойхельхоф — Роттенбауер | 39 хвилин   | 26,2 км                           |